# 直形冷凝管

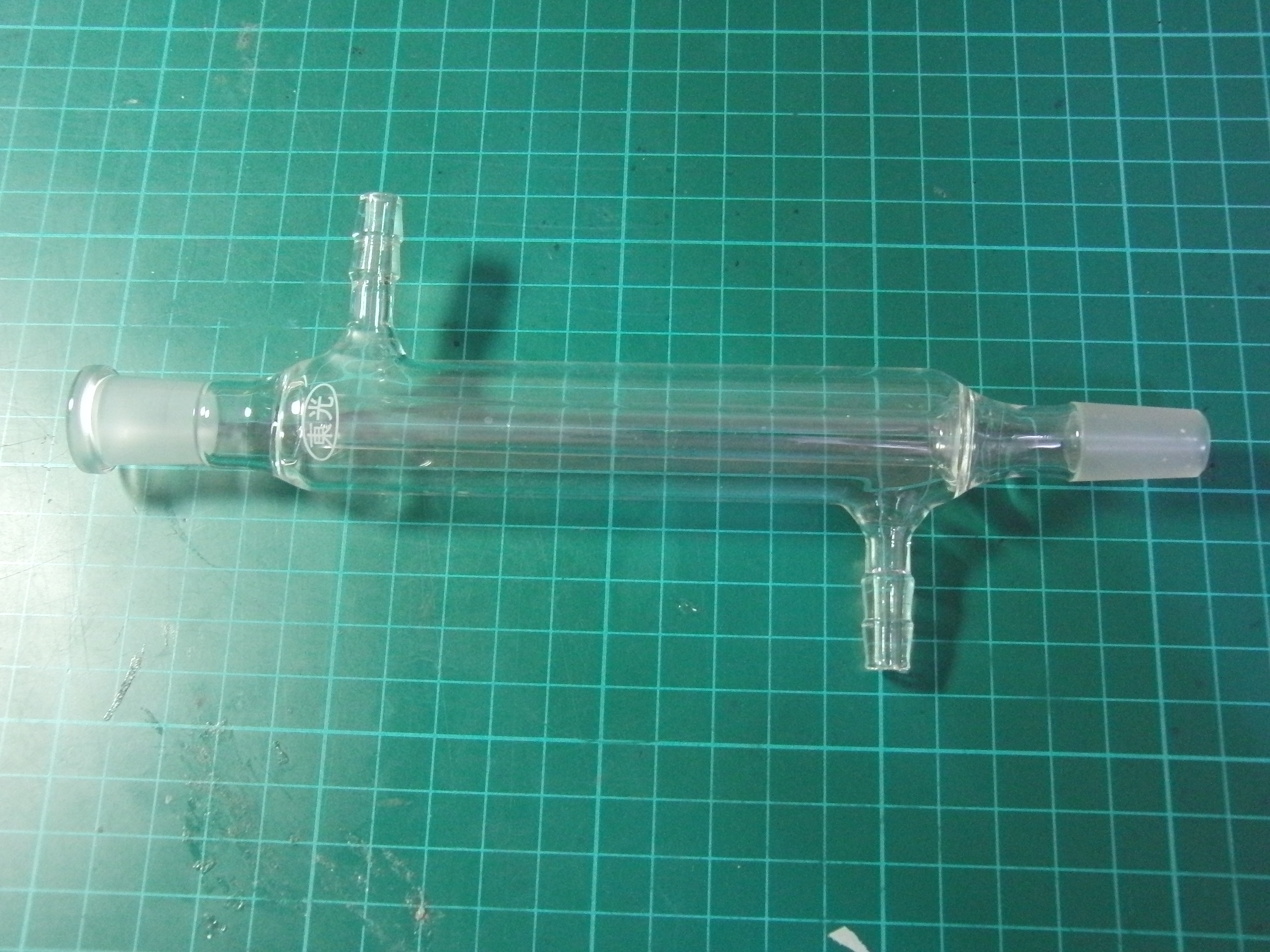
直形冷凝管

直形冷凝管（德語：Liebigkühler，又譯為利氏冷凝器、利氏冷凝管）是一種在實驗室中常見到的器材，在很早以前即被發明，不過由19世紀時的德國化學家尤斯圖斯·馮·李比希所普及化。它在實驗室中常用在蒸餾或分餾過程中，將熱氣態分子藉由與冷水管面接觸使其溫度降至沸點以下，凝結成為液態。再順勢延著內管向下流出，並加以收集。

## 結構
中心玻璃管外包一個玻璃倉，玻璃倉有一個進水口、一個出水口。

## 使用
以鐵架和鐵夾架起，傾斜至與接頭接穩。水流由下入水口入，由上出水口出。

## 特性
結構簡單、易清潔，但對於低沸點之物質效果有限。 可以由循環冷水裝置解決此弊點。